# Société mathématique de Pologne
La Société mathématique de Pologne (polonais : Polskie Towarzystwo Matematyczne - PTM) est une société savante de mathématiciens polonaise fondée en 1917.

## Histoire
La société mathématique de Pologne a été fondée à Cracovie en 1917 et se nommait alors simplement société mathématique. Elle a été officiellement constituée le 2 avril 1919. Parmi ses fondateurs, on trouve Hugo Steinhaus, Stefan Banach, Stanisław Zaremba, Franciszek Leja et Otto Nikodym. Le premier président était Stanisław Zaremba. Le siège actuel de la société est à Varsovie.
Depuis 1946, la Société distribue le prix Stefan-Banach.

## Publications
Depuis sa fondation, une des principales activités de la Société est d'accompagner les mathématiciens en organisant des conférences et des séminaires. La seconde principale activité est la publication de ses annales Annales Societatis Mathematicae Polonae, consistant en
- Série 1: Commentationes Mathematicae
- Série 2: Wiadomości Matematyczne ("Nouvelles des mathématiques"), (pl)
- Série 3: Matematyka Stosowana ("Mathématiques appliquées"), (pl)
- Série 4: Fundamenta Informaticae
- Série 5: Didactica Mathematicae, (pl)
- Série 6: Antiquitates Mathematicae, (pl)
- Série 7: Delta, (pl).

Ces annales sont aussi connues sous leur nom polonais Roczniki Polskiego Towarzystwa Matematycznego et leur nom anglais Polish Mathematical Society Annals.